# Aquadale
Aquadale es un lugar designado por el censo ubicado en el condado de Stanly en el estado estadounidense de Carolina del Norte. La localidad en el año 2010, tenía una población de 397 habitantes.

## Geografía
Aquadale se encuentra ubicado en las coordenadas 35°13′31.56″N 80°13′35.95″O / 35.2254333, -80.2266528. 